# Ribeira Grande de Santiago
Ribeira Grande de Santiago es un municipio caboverdiano situado en la isla de Santiago. Fue creado en el año 2005. Posee una importante industria pesquera, que se añade a la actividad agrícola. 

## Geografía
Es un municipio situado en el sur de la isla de Santiago que limita por el norte con los municipios de Santa Catarina, São Salvador do Mundo, São Lourenço dos Órgãos y São Domingos, por el este con el de Praia y por el sur y oeste con el océano Atlántico.

### Hidrografía
No dispone de ningún curso permanente de agua, todas son riberas que recogen agua en la época de lluvias. A pesar de ello dispone del embalse de Salineiro, que fue inaugurado el 30 de junio de 2013. Está situado a 2 km al norte de la localidad de su mismo nombre, una altura de 26 m.

## Organización territorial
Consta de dos freguesias:
- Santíssimo Nome de Jesus
- São João Baptista

## Demografía
| Gráfica de evolución demográfica de Ribeira Grande de Santiago entre 1980 y 2021 |
| |
| Población del municipio entre los años 1980 y 2010 según el censo de población de la página web Opendataforafrica.org. Población estimada según el Instituto Nacional de Estatística de Cabo Verde. Población según el resultado censal preliminar de 2021 del Instituto Nacional de Estatística de Cabo Verde según la página web citypopulation.de. |